# Dariusz Glazer
Dariusz Glazer (ur. 1974 w Sanoku) – polski reżyser i scenarzysta filmowy.
Ukończył studia w zakresie reżyserii filmowej i telewizyjnej na Wydziale Radia i Telewizji Uniwersytetu Śląskiego w Katowicach.

## Filmografia
Reżyseria
- Podróż (2006)
- Mur (2014)

Scenariusz
- Podróż (2006)
- Chrzest (2010)
- Mur (2014)

## Nagrody
- Nagroda Główna HBO w konkursie „Script Pro” (2012, za scenariusz pt. Mur)
- Dyplom honorowy w kategorii Konkurs Polski podczas Krakowskiego Festiwalu Filmowego, Kraków (2008, za scenariusz do filmu Podróż)
- Nagroda Specjalna Jury podczas Międzynarodowego Festiwalu Młodego Kina „CineFest” w Miszkolcu, Węgry (2008, za scenariusz do filmu Podróż)
- Nagroda za scenariusz podczas Międzynarodowego Festiwalu Filmowego w Mons, Belgia (2011, za scenariusz do filmu Chrzest)
- Pierwsza nagroda w ramach konkursu „SCRIPT PRO” podczas Międzynarodowego Festiwalu Kina Niezależnego „Off Plus Camera” 2012 (za scenariusz pt. „Mur”)